# Chris Kunitz
Chris Kunitz (né le 26 septembre 1979 à Regina ville de la Saskatchewan au Canada) est un joueur professionnel canadien de hockey sur glace.

## Carrière en club

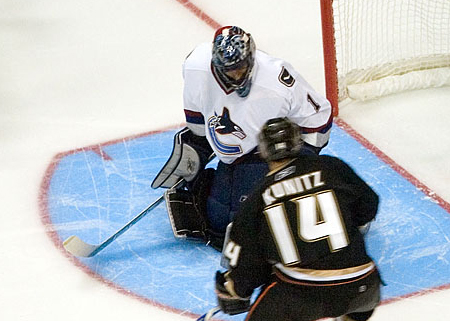
Chris Kunitz jouant au poste d'avant pour les Anaheim Ducks, face au gardien des Vancouver Canucks, Roberto Luongo (saison 2006-2007).

Il commence sa carrière en jouant dans le championnat universitaire pour les Ferris State Bulldogs en 1999-2000. Il est finaliste en 2003 pour le titre de meilleur joueur de la saison, le trophée Hobey Baker remporté finalement par Jordan Leopold.
Le 1er avril 2003, il signe un contrat en tant qu'agent libre avec les Mighty Ducks d'Anaheim de la Ligue nationale de hockey sans passer par un repêchage. Il joue un peu dans la LNH mais également dans la Ligue américaine de hockey pour la franchise affiliée à Anaheim, les Mighty Ducks de Cincinnati.
Au début de la saison 2005-2006, il fait partie de l'effectif des Ducks mais finalement ceux-ci le mettent en ballotage et il est récupéré par les Thrashers d'Atlanta. Il ne joue que deux matchs avec Atlanta avant d'être mis une seconde fois en ballotage à quinze jours d'intervalle. Il est récupéré par les Ducks avec qu'il joue 67 matchs dans la saison.
Il a remporté la Coupe Stanley avec l'équipe 2006-2007 des Ducks. Malgré une blessure contractée au cours des séries contre les Red Wings de Détroit, il aide son équipe à remporter le titre contre les Sénateurs d'Ottawa. En août 2007, il signe une prolongation de contrat pour quatre ans avec les Ducks.
Il se marie au cours de l'été 2008 avec Maureen Il commence la saison 2008-2009 avec les Ducks. Le 26 février 2009, il est échangé aux Penguins de Pittsburgh en compagnie de Eric Tangradi contre Ryan Whitney. Le 15 avril, premier jour des séries éliminatoires, le couple Kunitz a un enfant qu'ils nomment Zachary. À l'issue des séries avec l'équipe des Penguins il est sacré champion de la Coupe Stanley après avoir battu les Red Wings de Détroit en sept rencontres.
Il annonce sa retraite en juillet 2019.

## Carrière internationale
Il représente le Canada au niveau international.

## Trophées et honneurs personnels
- Champion de la Coupe Stanley 2007
- Champion de la Coupe Stanley 2009
- Champion de la Coupe Stanley 2016
- Champion de la Coupe Stanley 2017

## Statistiques

### En club
| Saison     | Équipe                     | Ligue      |       | Saison régulière | Saison régulière | Saison régulière | Saison régulière | Saison régulière | Saison régulière |    | Séries éliminatoires | Séries éliminatoires | Séries éliminatoires | Séries éliminatoires | Séries éliminatoires | Séries éliminatoires |
| Saison     | Équipe                     | Ligue      | PJ    | B                | A                | Pts              | Pun              | +/-              | PJ               | B  | A                    | Pts                  | Pun                  | +/-                  |                      |                      |
| 1999-2000  | Université de Ferris State | NCAA       | 38    | 20               | 9                | 29               | 70               | 0                | -                | -  | -                    | -                    | -                    | -                    |                      |                      |
| 2000-2001  | Université de Ferris State | NCAA       | 37    | 16               | 13               | 29               | 81               | 0                | -                | -  | -                    | -                    | -                    | -                    |                      |                      |
| 2001-2002  | Université de Ferris State | NCAA       | 35    | 28               | 10               | 38               | 68               | +18              | -                | -  | -                    | -                    | -                    | -                    |                      |                      |
| 2002-2003  | Université de Ferris State | NCAA       | 42    | 35               | 44               | 79               | 56               | +47              | -                | -  | -                    | -                    | -                    | -                    |                      |                      |
| 2003-2004  | Mighty Ducks de Cincinnati | LAH        | 59    | 19               | 25               | 44               | 101              | +4               | 9                | 3  | 2                    | 5                    | 24                   | +1                   |                      |                      |
| 2003-2004  | Mighty Ducks d'Anaheim     | LNH        | 21    | 0                | 6                | 6                | 12               | +1               | -                | -  | -                    | -                    | -                    | -                    |                      |                      |
| 2004-2005  | Mighty Ducks de Cincinnati | LAH        | 54    | 22               | 17               | 39               | 71               | +13              | 12               | 1  | 7                    | 8                    | 20                   | +1                   |                      |                      |
| 2005-2006  | Thrashers d'Atlanta        | LNH        | 2     | 0                | 0                | 0                | 2                | -3               | -                | -  | -                    | -                    | -                    | -                    |                      |                      |
| 2005-2006  | Mighty Ducks d'Anaheim     | LNH        | 67    | 19               | 22               | 41               | 69               | +19              | 16               | 3  | 5                    | 8                    | 8                    | -1                   |                      |                      |
| 2005-2006  | Pirates de Portland        | LAH        | 5     | 0                | 4                | 4                | 12               | +1               | -                | -  | -                    | -                    | -                    | -                    |                      |                      |
| 2006-2007  | Ducks d'Anaheim            | LNH        | 81    | 25               | 35               | 60               | 81               | +23              | 13               | 1  | 5                    | 6                    | 19                   | +1                   |                      |                      |
| 2007-2008  | Ducks d'Anaheim            | LNH        | 82    | 21               | 29               | 50               | 80               | +8               | 6                | 0  | 2                    | 2                    | 8                    | -2                   |                      |                      |
| 2008-2009  | Ducks d'Anaheim            | LNH        | 62    | 16               | 19               | 35               | 55               | +9               | -                | -  | -                    | -                    | -                    | -                    |                      |                      |
| 2008-2009  | Penguins de Pittsburgh     | LNH        | 20    | 7                | 11               | 18               | 16               | +3               | 24               | 1  | 13                   | 14                   | 19                   | +3                   |                      |                      |
| 2009-2010  | Penguins de Pittsburgh     | LNH        | 50    | 13               | 19               | 32               | 39               | +3               | 12               | 3  | 7                    | 10                   | 8                    | +3                   |                      |                      |
| 2010-2011  | Penguins de Pittsburgh     | LNH        | 66    | 23               | 25               | 48               | 47               | +18              | 6                | 1  | 0                    | 1                    | 6                    | -1                   |                      |                      |
| 2011-2012  | Penguins de Pittsburgh     | LNH        | 82    | 26               | 35               | 61               | 49               | +16              | 6                | 2  | 4                    | 6                    | 8                    | -2                   |                      |                      |
| 2012-2013  | Penguins de Pittsburgh     | LNH        | 48    | 22               | 30               | 52               | 39               | +30              | 15               | 5  | 5                    | 10                   | 6                    | -1                   |                      |                      |
| 2013-2014  | Penguins de Pittsburgh     | LNH        | 78    | 35               | 33               | 68               | 66               | +25              | 13               | 3  | 5                    | 8                    | 16                   | -4                   |                      |                      |
| 2014-2015  | Penguins de Pittsburgh     | LNH        | 74    | 17               | 23               | 40               | 56               | +2               | 5                | 1  | 2                    | 3                    | 8                    | +2                   |                      |                      |
| 2015-2016  | Penguins de Pittsburgh     | LNH        | 80    | 17               | 23               | 40               | 41               | +29              | 24               | 4  | 8                    | 12                   | 15                   | +2                   |                      |                      |
| 2016-2017  | Penguins de Pittsburgh     | LNH        | 71    | 9                | 20               | 29               | 36               | 0                | 20               | 2  | 9                    | 11                   | 27                   | +6                   |                      |                      |
| 2017-2018  | Lightning de Tampa Bay     | LNH        | 82    | 13               | 16               | 29               | 35               | +8               | 17               | 0  | 1                    | 1                    | 16                   | -1                   |                      |                      |
| 2018-2019  | Blackhawks de Chicago      | LNH        | 56    | 5                | 5                | 10               | 23               | -7               | -                | -  | -                    | -                    | -                    | -                    |                      |                      |
| Totaux LAH | Totaux LAH                 | Totaux LAH | 118   | 41               | 46               | 87               | 184              | +18              | 21               | 4  | 9                    | 13                   | 44                   | +2                   |                      |                      |
| Totaux LNH | Totaux LNH                 | Totaux LNH | 1 022 | 268              | 351              | 619              | 746              | +184             | 178              | 27 | 66                   | 93                   | 164                  | +5                   |                      |                      |

### En équipe nationale
| Année | Équipe | Compétition          |   | PJ | B | A | Pts | Pun                            |  | Résultat |
| 2008  | Canada | Championnat du monde | 9 | 2  | 5 | 7 | 4   | Médaille d'argent, monde       |  |          |
| 2014  | Canada | Jeux olympiques      | 6 | 1  | 0 | 1 | 6   | Médaille d'or, Jeux olympiques |  |          |